# Javier Reina
Javier Arley Reina Calvo, mais conhecido como Javier Reina (Cáli, 4 de janeiro de 1989), é um futebolista colombiano que atua como meia. Atualmente, está no Deportivo Cali.

## Carreira
Reina é uma revelação colombiana. Devido às suas atuações pelo América de Cali, chamou a atenção do Cruzeiro que em 2008 firmou um contrato de 5 anos com o jovem atleta, ainda aos 19 anos na época. Porém, nesse período, não atuou em jogos oficiais pelo profissional da equipe mineira, apenas em alguns amistosos com o time B.
Em janeiro de 2009, foi emprestado ao Vitória, numa troca que envolveu outros dois jogadores do Cruzeiro e um do Vitória, Leonardo Silva. Foi indicado pelo seu compatriota Julián Viáfara, que também atua no Vitória.
Em maio de 2009, depois de ser pouquíssimo aproveitado no rubro-negro baiano, Reina acertou sua dispensa do clube.
Em julho de 2009, foi novamente emprestado, dessa vez para o Ipatinga.
Em junho de 2010, retorna a equipe do Cruzeiro, mas é mais uma vez emprestado, apenas um mês após ser reintegrado ao time mineiro pelo técnico Cuca, à equipe do Ceará.
No dia 26 de janeiro de 2012, Reina acerta o seu retorno ao Ceará, uma contratação aguardada por muitos torcedores alvinegros. Ele já está garantido como o novo camisa 10 do Alvinegro de Porangabussu. Teve sua estreia no dia 29 de janeiro, contra o Trairiense, em partida válida pela 12ª rodada do Campeonato Cearense.
No dia 25 de junho de 2012, Reina acertou com o Seongnam Ilhwa da Coreia do Sul.
Acertou com o time argentino, Olimpo.

## Estatísticas
Até 14 de novembro de 2018.

### Clubes
| Clube             | Temporada         | Campeonato nacional | Campeonato nacional | Campeonato nacional | Copa nacional[a] | Copa nacional[a] | Copa nacional[a] | Competições continentais[b] | Competições continentais[b] | Competições continentais[b] | Outros torneios[c] | Outros torneios[c] | Outros torneios[c] | Total | Total | Total   |
| Clube             | Temporada         | Jogos               | Gols                | Assist.             | Jogos            | Gols             | Assist.          | Jogos                       | Gols                        | Assist.                     | Jogos              | Gols               | Assist.            | Jogos | Gols  | Assist. |
| ----------------- | ----------------- | ------------------- | ------------------- | ------------------- | ---------------- | ---------------- | ---------------- | --------------------------- | --------------------------- | --------------------------- | ------------------ | ------------------ | ------------------ | ----- | ----- | ------- |
| Ceará             | 2010              | 10                  | 0                   | 2                   | —                | —                | —                | —                           | —                           | —                           | —                  | —                  | —                  | 10    | 0     | 2       |
| Ceará             | Total             | 10                  | 0                   | 2                   | 0                | 0                | 0                | 0                           | 0                           | 0                           | 0                  | 0                  | 0                  | 10    | 0     | 2       |
| Ceará             | 2012              | 4                   | 0                   | 0                   | 2                | 0                | 0                | —                           | —                           | —                           | 11                 | 2                  | 0                  | 17    | 2     | 0       |
| Ceará             | Total             | 4                   | 0                   | 0                   | 2                | 0                | 0                | 0                           | 0                           | 0                           | 11                 | 2                  | 0                  | 17    | 2     | 0       |
| Ceará             | 2018              | 10                  | 0                   | 0                   | —                | —                | —                | —                           | —                           | —                           | 5                  | 0                  | 0                  | 15    | 0     | 0       |
| Ceará             | Total             | 10                  | 0                   | 0                   | 0                | 0                | 0                | 0                           | 0                           | 0                           | 5                  | 0                  | 0                  | 15    | 0     | 0       |
| Total na carreira | Total na carreira | 24                  | 0                   | 2                   | 2                | 0                | 0                | 0                           | 0                           | 0                           | 16                 | 2                  | 0                  | 42    | 2     | 2       |

- a. ^ Jogos da Copa do Brasil
- b. ^ Jogos da Copa Sul-Americana
- c. ^ Jogos do Campeonato Cearense

## Curiosidade
Uma família cearense, de torcedores do Ceará, batizou o nome do atleta colombiano a um cachorro de estimação. 

## Títulos
Vitória
- Campeonato Baiano: 2009

Ceará
- Campeonato Cearense: 2012, 2018

### Troféus
Ceará
- Troféu Chico Anysio: 2012